# Cyclophora granti
Cyclophora granti là một loài bướm đêm trong họ Geometridae.